# Ingrid Lotz
Ingrid Lotz (Alemania, 11 de marzo de 1934) fue una atleta alemana, especializada en la prueba de lanzamiento de disco en la que llegó a ser subcampeona olímpica en 1964.

## Carrera deportiva
En los JJ. OO. de Tokio 1964 ganó la medalla de plata en el lanzamiento de disco, llegando hasta los 57.21 metros, tras la soviética Tamara Press que batió el récord olímpico con 57.27 metros, y por delante de la rumana Lia Manoliu (bronce).